# 燕市
燕市（日语：／ Tsubame shi */?）為一位于新潟縣中部的城市。市制施行于1954年4月1日，由4町村合併而成。2006年3月20日，又與西蒲原郡吉田町、分水町合併，誕生了新燕市。長期以來該市與三條市關係密切，要求兩市合并的聲音也非常高。目前市區面積110.96平方公里，總人口75,321人。因為這邊的金屬加工非常有名，「燕市」和「三條市」常被大家合稱為「燕三条」。日本餐具最有名的就是燕三条製餐具。

## 出身名人
- 上杉香緒里（演歌歌手）
- 龜倉雄策（平面設計師）

## 外部連結
- 燕市公所 （页面存档备份，存于）
- 燕・吉田・分水合併協議會 （页面存档备份，存于）
- 燕市産業史料館